# Mecyna trinalis
Mecyna trinalis là một loài bướm đêm trong họ Crambidae.